# Pocilloporidae
Pocilloporidae — родина мадрепорових коралів.

## Поширення
Родина поширена в Індійському і Тихому океанах.

## Опис
Колоніальні, рифоутворюючі корали. Вапнякові колонії відрізняються за розміром і формою у залежності від умов та місця зростання. При однакових природних умовах колонії одного виду мають схожу форму. Кораліти невеликі.

## Роди
Систематика згідно з World Register of Marine Species:-
- Madracis Milne Edwards & Haime, 1849
- Pocillopora Lamarck, 1816
- Seriatopora Lamarck, 1816
- Stylophora Schweigger, 1820